# Култура Јангшао
Култура Јангшао (кинески: 仰韶文化;  пинјин: Yǎngsháo wénhuà) је кинеска познонеолитска култура из периода од 5000. до 3000. године пре н.е., која је заузимала област средњег тока Жуте реке на северу Кине. Открио ју је шведски археолог Јохан Гунар Андерсон (Johan Gunnar Andersson) 1921. године. Ова култура је добила име по селу Јангшао у провинцији Хенан, које је било њено прво истражено археолошко налазиште. 

## Фазе развоја
Археолози сматрају да су у древно доба област средњег тока Жуте реке заузимале три културе: 
1. култура Лаогуантаи (老官台文化; Lǎoguāntái wénhuà) распоређена долинама уз реку Веи, која је највећа притока Жуте реке;
2. култура Пеилиганг (裴李崗文化; Péilǐgāng wénhuà) смештена у данашњем западном Хенану; и
3. култура Цишан (磁山文化, Císhān wénhuà, која је заузимала централни и јужни Хебеј.

Поменуте културе су почеле да продубљују једна у другу, поготово у погледима по којима су сличиле јенда другој. Оне су се отприлике 5000. године пре н.е. спојиле, чиме је настала култура Јангшао. Од тада се култура Јангшао развијала у три фазе.

### Прва фаза – рана култура Јангшао
Рана култура Јангшао (4500. – 4000. године пре н.е.) је период када су различити региони ове културе још увек чували сопствени идентитет. Ова фаза се назива и Банпо период, а значајна налазишта су Ђијангџаи (姜寨遗址; Jiāngzhài yízhǐ ), Банпо (半坡遗址; Bànpō yízhǐ ); Беишоулинг (北首岭遗址;  Běishǒulǐng yízhǐ) и Дадиван (大地湾遗址; Dàdìwān yízhǐ). 

### Друга фаза – средња култура Јангшао
Култура Јангшао улази у своју средњу фазу отприлике 4000. године пре н.е. Ова фаза се још назива и Мијаодигоу период и у њој култура Јангшао достиже свој врхунац. Средњу културу Јангшао треба разликовати од Мијандигоу културе Централне висоравни из периода културе Лунгшан (3000. – 1900. године пре н.е.), којој је култура Јангшао претходила.  Дакле, разликујемо Мијаодигоу I (庙底沟一期) из времена културе Јангшао и Лунгшански Мијаодигоу II (庙底沟二期).
У овој фази култура тежи да постане хомогена целина, а забележено је и значајно проширење територије коју је заузимала. Разликују се два регионална вида средље фазе, један у Хунану, Шенсију и Шансију; а други у Гансуу.
За прву област најзначајније је налазиште у Банпо откопано 1954. године, које даје бројне податке и доказе о начину живота ондашњих људи. Пронађено је и неколико посебних посуда украшених необичним маскама налик на људско лице и мотивом рибе на унутрашњој површини. Осим тога, на посудама се јављају мотиви цвећа, махуна грашка, геометријски стилизоване рибе и гирланде.
Вид средње културе Јангшао који се налази у провинцији Гансу је својствена епоха у историји кинеске уметности, али представља и врхунац традиције производње обојене грнчарије. Најбитније налазиште је гробље у Баншану (半山; Bànshān) недалеко од Ланчоуа (兰州), административног центра провинције Гансу, где су 1923. године ископане на стотине урни које се данас налазе у музејима широм света и сматрају се најфинијом неолитском грнчаријом. Ови артефакти су прављени методом прстенова и довршавани на спором точку или покретној платформи. Шаре на свакој посуди су јединствене и исцртаване су ручно помоћу четкице.

### Трећа фаза – позна култура Јангшао
Култура Јангшао је око 3.500. године пре н.е. ушла у своју завршну фазу (3500. – 3000. г.п.н.е.). У овом периоду долазу до распада културног јединства и, слично почетној фази, поново се успостављају локалне традиције . Између сада подељених насеља долази до сукоба услед недостатка природних ресурса, због чега су људи у угроженим областима почели да граде одбрамбене зидине. Насеља од тада постају све више изолована једна од других и развој друштва се успорава. 
На западу у долини Жуте реке, култура Мађијајао (马家窑文化; Mǎjiāyáo wénhuà) се одваја од културе Јангшао и развија се као посебна култура. 

## Насеља културе Јангшао
- У раној култури Јангшао, у Банпоу су насеља формирана од полуподземних грађевина, кружног или правоугаоног облика, димензија 3 × 5 м. Ове кућице су највероватније имале кровове направљене од грана, лишћа или сламе, а кров су држали усправљени штапови. Истраживањем Ђијангџаија (姜寨; Jiāngzhài) недалеко од Си'ана откривено је налазиште које је постојало током целе културе Јангшао и наставило се у култури Лунгшан. Пет група кућица формирају структуру овог села. Свака група се састоји од једна главне куће, пар мањих кућа и бројних подземних складишта. Већина кућа је делом подземна.
- У средњој Јангшао култури (Мијадигоу период) пронађено је налазиште Сипо (西坡遗址; Xīpō yízhǐ) које је било окружено насипима и рововима, а у његовом центру су се налазиле грађевине. Свако место за становање имало је узак и издужен улаз, од којих су неки били прекривени црвеним пигментом цинабарита. Понегде је пронађен и цинабарит у зрну, још несмрвљен, за који се верује да се користио при обредима везаним за сахрањивање. Велика кућа (204 м2), коју је највероватније изградило неколико различитих села заједничким снагама, служила је за окупљања и церемоније. Сви гробови су били исог облика, али различитих величина. Чести загробни предмети у њима били су предмети од жада, као што су секире (钺; yuè) и прстење (环; huán). Деца су сахрањивана са највећим бројем предмета од жада.
- Хипотетичка реконструкција неолитског села културе ЈангшаоУ позној култури Јангшао насеље Дадиван се проширило у област долине реке Веи. Мања и средња места за становање су грађена у групама, а у центру су изграђене три велике куће. У једној од тих кућа пронађене су посуде за складиштење и претпоставља се да је она служила као место одржавања верских прослава. Друштва су била интегрисана на локалном новоу, а ова насеобина је имала централну улогу. Сфера утицаја овог града ширила се на простору од око 50 км.[7] У области Џенгџоуа, провинција Хенан, насеље Сишан (西山遗址; Xīshān yízhǐ) било је једно од пар сличних насеља тог простора која су била противници и често имали агресивне обрачуне, уместо да раде ка регионалној интеграцији. Трагови насиља у овом селу су очигледни. У неколико јама пронађени су људски остаци на којима су истраживањем утврђени трагови дављења. Мештани овог насеља поседовали су грнчарију Давенкоу (大汶口; Dàwènkǒu) културе из провинције Шантунг и Ћићјалинг (奇家岭; Qíjiālǐng) из Хубеја, што наводи на претпоставку о миграцијама.

## Агрикултура
Клима овог периода била је повољна за развој пољопривреде. Мухар и обично просо постали су битан извор хране, што је довело до значајног повећања популације и проширења површине села. Култивисање пиринча практиковано је и у ранијим култура као што су Ћијаху (贾湖; Jiǎhú), Пеилиганг (裴李崗, Péilǐgāng) и Пенгтоушан (彭頭山; Péngtóushān). Просо и кинески купус (白菜, báicài) култивисали су каменим оруђем. 
Од животиња су узгајали свиње и псе, међутим лов је и даље био истакнута карактеристика овог друштва.

## Грнчарија
Грнчарија је најбројнији и најбоље очувани доказ о материјалној култури неолитских народа. Грнчарија културе Јангшао је типично црвене боје са исцртаним црним или тамнобраон шарама. У Банпоу најчешћи су мотиви рибе и лица налик људском. На посуђу из Мијаодигоу периода јављају се различите јединствене комбинације шара, као и мотиви цвећа. 

## Религија
Неки археолошки проналасци указују на постојање шаманизма у овим областима. У Пујангу је пронађен гроб у ком је сахрањен човек између две представе животиња: са леве стране кинеског змаја, а са десне тигра, обе направљене од шкољки. У делу таоисте Ге Хунга из 3. века наше ере 抱朴子 („Господин који је пригрлио једноставно“) наводи се да су таоисти користили змајеве, тигрове и јелене на свом путу до небеса, где је требало да упознају богове и претке. Претпоставља се да ова путовања имају шаманистичко порекло.